# Пам'ятки історії Жидачівського району
У Жидачівському районі Львівської області нараховується 48 пам'яток історії.
| #  | назва                                                                                                 | датування                                          | адреса                                                  | охоронний номер | Номер і дата рішення                                        |
| -- | --- | -------------------------------------------------- | ------------------------------------------------------- | --------------- | ----------------------------------------------------------- |
| 1  | Місце битви польського війська з татаро-турецькою армією (пам., 1876, камінь)                         | вересень-жовтень 1676 р.                           | смт Журавно, на західній околиці селища                 | 404             | Рішення № 183, 05.05.1972                                   |
| 2  | Могила невідомого козацького сотника часів визвольної війни 1648–1654 рр.                             | XVII ст.                                           | с. Вербиця, на відстані 1 км від села                   | 405             | Рішення № 183, 05.05.1972                                   |
| 3  | Могила Чопика І., січового стрільця (пам., 1990, граніт)                                              | 04.11. 1918 р.                                     | с. Бортники, військове кладовище, на околиці села       | 1486            | Розпорядження № 1039, 06.10.1997                            |
| 4  | Братська могила воїнів УПА (пам., 1992, авт. С. Шальвіра)                                             |                                                    | с. Бородчиці, в лісі, біля електропідстанції            | 1487            | Розпорядження № 1039, 06.10.1997                            |
| 5  | Братська могила воїнів УПА (пам., 1991)                                                               |                                                    | с. Бринці Церковні                                      | 1488            | Розпорядження № 528, 19.07.1995                             |
| 6  | Братська могила воїнів сотні УПА «Вікторія» (пам., 1990, камінь)                                      | січень 1945 р.                                     | с. Корчівка, на околиці села                            | 1489            | Розпорядження № 1039, 06.10.1997                            |
| 7  | Братська могила воїнів УПА (пам., 1996)                                                               | 1946 р.                                            | с. Пчани, кладовище                                     | 1490            | Розпорядження № 1039, 06.10.1997                            |
| 8  | Братська могила радянських воїнів (пам., ск. О. Майко, 1971,                                          | 1944 р.                                            | смт Гніздичів, вул. Долуди                              | 1491            | Рішення № 183, 05.05.1972                                   |
| 9  | Братська могила радянських воїнів (пам., ск. Б. Ситников, 1968, мармурова крихта)                     | серпень 1944, (перепох. 1952 р.)                   | м. Жидачів, у міському сквері                           | 406             | Рішення № 183, 05.05.1972                                   |
| 10 | Братська могила радянських воїнів (пам., 1952, з/бетон)                                               | серпень 1944 р.                                    | м. Жидачів, біля Будинку культури                       | 407             | Рішення № 183, 05.05.1972                                   |
| 11 | Братська могила радянських воїнів (пам., ск. П. Фліт, арх. О. Матвіїв, 1985, мармурова крихта, бетон) | липень-серпень 1944 р. (перепох. 1945 р., 1962 р.) | смт Журавно, сквер у центрі селища                      | 408             | Рішення № 183, 05.05.1972                                   |
| 12 | Могила радянського воїна Ткача Григорія Івановича (пам., 1973, мармурова крихта, бетон)               | липень 1944 р.                                     | с. Загірочко, вул. Миру, на подвір'ї школи              | 417             | Рішення № 183, 05.05.1972                                   |
| 13 | Братська могила радянських воїнів (пам., 1950, бетон)                                                 | 26 липня 1944 р.                                   | смт Нові Стрілища, кладовище                            | 409а            | Рішення № 183, 05.05.1972                                   |
| 14 | Братська могила радянських воїнів (пам., 1957, бетон)                                                 | липень 1944 р.                                     | с. Репехів, у центрі села                               | 410             | Рішення № 183, 05.05.1972                                   |
| 15 | Братська могила радянських льотчиків (пам., 1957, бетон)                                              | липень 1944 р., перепох. 1956 р.                   | м. Ходорів, вул. Львівська, кладовище, північна сторона | 411             | Рішення № 183, 05.05.1972                                   |
| 16 | Братська могила радянських воїнів і Битюкова П. С., Героя Радянського Союзу (пам., 1953, камінь)      | липень-серпень 1944 р., перепох. 1965 р.           | м. Ходорів, міський сквер                               | 412             | Рішення № 183, 05.05.1972                                   |
| 17 | Братська могила радянських воїнів (пам., 1953, мармурова крихта)                                      | липень-серпень 1944 р., перепох. 1946 р.           | м. Ходорів, вул. Шевченка,49, у сквері                  | 413             | Рішення № 183, 05.05.1972                                   |
| 18 | Братська могила радянських воїнів (пам., 1950, бетон)                                                 | липень 1944 р.                                     | с. Ходорківці, роздоріжжя Ходорківці — Бертишів         | 414             | Рішення № 183, 05.05.1972                                   |
| 19 | Братська могила жертв репресій (пам., 1993)                                                           | 1941 р.                                            | м. Жидачів, р-н ПТУ-81, на горі                         | 1492            | Розпорядження № 236, 11.03.2001                             |
| 20 | Могила Бохенської Євгенії, української письменниці (пам., 1989, мармурова крихта)                     | 1867—1944 рр.                                      | с. Голешів, кладовище                                   | 1493            | Розпорядження № 1039, 06.10.1997                            |
| 21 | Пам'ятник на честь скасування панщини (1904, камінь)                                                  | 1848 р.                                            | с. Антонівка, біля церкви                               | 426             | Рішення № 183, 05.05.1972                                   |
| 22 | Пам'ятник на честь скасування панщини (1987, камінь)                                                  | 1848 р.                                            | с. Бориничі, біля церкви                                | 1494            | Рішення № 249, 21.05.1991                                   |
| 23 | Пам'ятник на честь скасування панщини (арх. С. Крегембільд, 1991, вапняк)                             | 16.05. 1848 р.                                     | с. Бортники, вул. І.Франка, біля залізничного переїзду  | 1495            | Розпорядження № 1039, 06.10.1997                            |
| 24 | Пам'ятник на честь скасування панщини (1900, камінь)                                                  | 1848 р.                                            | с. Вільхівці, біля церкви                               | 1496            | Рішення № 249, 21.05.1991                                   |
| 25 | Пам'ятник на честь скасування панщини (1848, пісковик)                                                | 1848 р.                                            | с. Володимирці, біля церкви                             | 1497            | Рішення № 249, 21.05.1991                                   |
| 26 | Пам'ятник на честь скасування панщини (1900, пісковик)                                                | 1848 р.                                            | с. Волиця Гніздичівська, на околиці села                | 1498            | Рішення № 249, 21.05.1991                                   |
| 27 | Пам'ятник на честь скасування панщини (1912, камінь)                                                  | 1848 р.                                            | с. Дем'янка Лісна, біля церкви                          | 1499            | Рішення № 249, 21.05.1991                                   |
| 28 | Пам'ятник на честь скасування панщини (1848, пісковик)                                                | 1848 р.                                            | с. Дем'янка Наддністрянська, біля церкви                | 1500            | Рішення № 249, 21.05.1991                                   |
| 29 | Пам'ятник на честь скасування панщини (1898, пісковик)                                                | 1848 р.                                            | с. Дібрівка, біля церкви                                | 429             | Рішення № 183, 05.05.1972                                   |
| 30 | Пам'ятник на честь скасування панщини (1848, камінь)                                                  | 1848 р.                                            | с. Дроховичі, в центрі села                             | 428             | Рішення № 183, 05.05.1972                                   |
| 31 | Пам'ятник на честь скасування панщини (1989, мармурова крихта)                                        | 1848 р.                                            | с. Заріччя, біля церкви                                 | 1501            | Рішення № 249, 21.05.1991                                   |
| 32 | Пам'ятник на честь скасування панщини (1848, вапняк)                                                  | 1848 р.                                            | с. Лівчиці, біля школи                                  | 432             | Рішення № 183, 05.05.1972                                   |
| 33 | Пам'ятник на честь скасування панщини (1885, пісковик)                                                | 1848 р.                                            | с. Ліщини, біля церкви                                  | 1502            | Рішення № 249, 21.05.1991                                   |
| 34 | Пам'ятник на честь скасування панщини (1848, пісковик)                                                | 1848 р.                                            | с. Межиріччя                                            | 1503            | Рішення № 249, 21.05.1991                                   |
| 35 | Пам'ятник тверезості та на честь скасування панщини (1898, пісковик)                                  | 1848 р.                                            | с. Мельнич, біля церкви                                 | 1504            | Рішення № 249, 21.05.1991                                   |
| 36 | Пам'ятник на честь скасування панщини (1905, пісковик)                                                | 1848 р.                                            | с. Молодинче, на краю села                              | 1505            | Рішення № 249, 21.05.1991                                   |
| 37 | Пам'ятник на честь скасування панщини (поч. XX ст., камінь)                                           | 1848 р.                                            | смт Нові Стрілища, в центрі селища                      | 1506            | Рішення № 249, 21.05.1991                                   |
| 38 | Пам'ятник на честь скасування панщини (1898, камінь)                                                  | 1848 р.                                            | с.Облазниця, біля церкви                                | 434             | Рішення № 183, 05.05.1972                                   |
| 39 | Пам'ятник на честь скасування панщини (1848, камінь)                                                  | 1848 р.                                            | с. Покрівці                                             | 435             | Рішення № 183, 05.05.1972                                   |
| 40 | Пам'ятник на честь скасування панщини (1908, камінь)                                                  | 1848 р.                                            | с. Сидорівка                                            | 1507            | Рішення № 249, 21.05.1991                                   |
| 41 | Пам'ятник на честь скасування панщини (1848, камінь)                                                  | 1848 р.                                            | м. Ходорів, вул. Шевченка, біля церкви                  | 1508            | Рішення № 249, 21.05.1991                                   |
| 42 | Пам'ятник на честь скасування панщини (1898, камінь)                                                  | 1848 р.                                            | с. Чертіж, біля церкви                                  | 427             | Рішення № 183, 05.05.1972                                   |
| 43 | Пам'ятник на честь скасування панщини (поч. XX ст., пісковик)                                         | 1848 р.                                            | с. Чорний Острів, біля церкви                           | 1509            | Рішення № 249, 21.05.1991                                   |
| 44 | Пам'ятник на честь скасування панщини (1848, камінь)                                                  | 1848 р.                                            | с. Юшківці, біля церкви                                 | 1510            | Рішення № 249, 21.05.1991                                   |
| 45 | Пам'ятник жертвам Талергофу                                                                           | 1936 р.                                            | с. Подорожнє                                            | 1511            | Рішення № 249, 21.05.1991                                   |
| 46 | Пам'ятник жертвам репресій і воєн ХХ віку (арх. С. Крегембільд, 1991, з/бетон, мармурова крихта)      | 1914—1920 1939–1945 1946–1950 1952–1990            | с. Бортники, у центрі села                              | 1512            | Розпорядження № 528, 19.07.1995                             |
| 47 | Пам'ятник воїнам УПА (1993, бетон)                                                                    | 14.04 1946 р.                                      | с. Жирова, ур. «Вербіж»                                 | 1513            | Розпорядження № 528, 19.07.1995                             |
| 48 | Будинок житловий садиби Дяконів — видатних діячів національно-визвольного руху.                       | поч. XX ст.                                        | с. Дев'ятники, вул. Лісова,23                           | 2933-Лв         | Наказ Мінкульттуризму України № 1285/0/16-08 від 07.11.2008 |

## Джерело
- Перелік пам'яток Львівської області [Архівовано 16 вересня 2012 у Wayback Machine.]